# Gare d'Ōji (Tokyo)
Ne doit pas être confondu avec la gare d'Ōji située à Ōji dans la préfecture de Nara.
La gare d'Ōji (王子駅, Ōji-eki) est une  gare ferroviaire japonaise située dans l'arrondissement de Kita à Tokyo. Elle est gérée conjointement par les compagnies JR East et Tokyo Metro.

## Situation ferroviaire
La gare d'Ōji est située au point kilométrique (PK) 20,4 de la ligne Keihin-Tōhoku et au PK 17,4 de la ligne Namboku.

## Histoire
La gare a été inaugurée le 28 juillet 1883. La station de métro de la ligne Namboku ouvre le 29 novembre 1991.

## Service des voyageurs

### Accueil
La gare dispose d'un bâtiment voyageurs, avec guichet, ouvert tous les jours.

### Desserte

#### JR East
- Ligne Keihin-Tōhoku :
  - voie 1 : direction Ōmiya
  - voie 2 : direction Yokohama

#### Métro
- Ligne Namboku :
  - voie 1 : direction Akabane-Iwabuchi (interconnexion avec la ligne Saitama Railway pour Urawa-Misono)
  - voie 2 : direction Meguro (interconnexion avec la ligne Tōkyū Meguro pour Hiyoshi)

### Intermodalité
L'arrêt de tramway Ōji-ekimae de la ligne Toden Arakawa est situé à proximité immédiate de la gare.